# Nokia Lumia 520
Das Nokia Lumia 520 ist ein Windows Phone der Einstiegsklasse, das von Nokia auf dem Mobile World Congress 2013 angekündigt wurde.
Im September 2013 wurde der Lumia 520 zum meistverkauften Windows-Gerät der Welt und verkaufte mehr Einheiten als jedes andere Modell von Windows-Telefonen, PCs oder Tablets. Bis Juli 2014 hatte der Lumia 520 12 Millionen Aktivierungen und spielte eine Schlüsselrolle für Nokia und Microsoft.
Ein kleinerer Nachfolger, das Nokia Lumia 525, wurde später veröffentlicht.

## Hardware
Der Lumia 520 wurde mit 4-Zoll-SuperSensitive-Touchscreen geliefert. Die Betrachtungswinkel sind im Vergleich zu anderen Telefonen der Lumia-Reihe leicht reduziert. Das Lumia 520 hat die gleiche Bildschirmauflösung von 800x480 wie das teurere Lumia 620, 720 und 820 und hat sogar eine höhere Pixeldichte als das Lumia 720. Der Touchscreen ist so empfindlich ausgelegt, dass man ihn auch mit Handschuhen oder Fingernägeln bedienen kann.
Neben dem Bildschirm befinden sich auf der Vorderseite des Telefons die Windows Phone 8-Standardtasten Zurück, Start und Suchen sowie ein Lautsprecher. Auf der Rückseite befindet sich ein einziger 5 MP-Kamerasensor mit Autofokus und zweistufiger Aufnahme, aber ohne LED. An den Seiten des Telefons befinden sich auch die von Microsoft geforderten Standard-Funktionen von Windows Phone – Lautstärketasten, Kamerataste, Ein-/Aus-Taste, 3,5-mm-Kopfhörerbuchse und Mikro-USB-Anschluss, der auch zum Aufladen verwendet wird. Das Telefon verfügt nicht über eine nach vorne gerichtete Kamera oder einen digitalen Kompass. Das Lumia 520 wird mit 8 GB (8 × 230 Byte) internem Speicher geliefert, wobei etwa 3 GB vom Betriebssystem belegt werden.
Das Lumia 520 hat einen 1430 mAh-Akku, der größer ist als der 1300 mAh-Akku in des Lumia 620. Das 520 ist auch schlanker und leichter als der 620, aber gleichzeitig länger und breiter aufgrund seines größeren Bildschirms. Um die Produktionskosten zu senken, fehlen beim 520 das Nokia ClearBlack-Display, eine nach vorne gerichtete Kamera, NFC, Kamerablitz und ein Kompass.

## Software
Das Lumia 520 wird mit Windows 8 sowie mit exklusiver Software wie Nokia Mix Radio und HERE Maps geliefert. Das Telefon erhielt Mitte 2013 das Software-Update Lumia Amber, das zahlreiche Fehlerbehebungen und Verbesserungen brachte, darunter die Möglichkeit, stabilere Bilder aufzunehmen, sowie Ende 2013 das Update Lumia Black.
Das Lumia 520 kann als Teil des Lumia Cyan-Updates auf Windows Phone 8.1 aktualisiert werden. Obwohl ein Port ursprünglich als Insider-Vorschau veröffentlicht wurde, wird das Telefon das Upgrade auf Windows 10 Mobile nicht erhalten, was damit begründet wird, dass es nur 512 MB RAM hat.

## Beschränkungen
Ähnlich wie andere Budget-Handys wie das Lumia 620 und Lumia 720 hat es nur 512 MB RAM, die Hälfte des RAM der ersten Windows Phone 8-Geräte, was dazu führt, dass bestimmte Anwendungen und Funktionen nicht ausgeführt werden können. Am 27. November 2013 wurde in Singapur das Nokia Lumia 525 angekündigt. Es erhöht den RAM auf 1 GB, damit alle Funktionen und Anwendungen von Windows Phone ausgeführt werden können.

## Varianten
Eine spezielle Variante, das Nokia Lumia 521, wurde für T-Mobile US entwickelt. Die 521 ist mit 124,0 mm etwas länger als die 520 (im Vergleich zu 119,9 mm), so dass Zubehör wie Etuis und Bildschirmschutz, die für die 520 hergestellt wurden, nicht auf die 521 passen. Die erste Einzelhandelsversion des Nokia Lumia 521 wurde am 27. April 2013 auf den Markt gebracht.